# Ivan Saidenberg
Ivan Saidenberg (Piracicaba, 12 novembre 1940 – Santos, 30 settembre 2009) è stato un fumettista brasiliano, principale esponente della scuola brasiliana di fumetti Disney e creatore di Paper Bat.

## Biografia
Iniziò a lavorare nel mondo dei fumetti nel 1960, insieme a suo fratello Luiz, realizzando storie di genere horror e d'avventura per gli editori La Selva, Outubro e 'Taika. Nonostante fosse un disegnatore, Ivan era specializzato nelle sceneggiature, mentre Luiz era l'illustratore del duo.
Nel 1970 cominciò la collaborazione con la Disney tramite la casa editrice Editora Abril, in cui rimase fino al 1985. Durante questa carriera scrisse circa un migliaio di sceneggiature per personaggi come José Carioca, Paperino, Paperoga, Topolino e Pippo, lavorando al fianco di artisti quali Renato Canini e Waldyr Igaya. Per la Disney creò il personaggio di Paper Bat, nonché la versione supereroica di José Carioca (Bat Carioca, in originale Morcego Verde) e altre versioni di Paperoga, quali il western Paper Kid (Pena Kid) e il Papero della Foresta (Pena das Selvas).
I suoi schizzi divennero celebri nell'ambito degli studios grazie al dinamismo e alla fluidità con cui delineava i personaggi, caratteristiche spesso perse in fase di inchiostrazione.
Lavorò per molti altri studi creativi brasiliani, con sua moglie e sua figlia Lucila, collaborando tra gli altri con il gruppo di Ziraldo.
Ha creato personaggi originali quali il pilota da corsa Va-Va-Vum (per la rivista Cras) e Re Napo, o Leão, satira politica del governo di João Batista Figueiredo, pubblicata sul giornale City News di Campinas, città in cui visse tra 1971 e il 1988.
Visse per sedici anni in Israele, illustrando storie per bambini scritte da sua moglie Teresa.
Da poco rientrato in Brasile, di nuovo in collaborazione con l'editore Abrila, morì nel settembre 2009 all'età di 68 anni per complicanze del diabete e insufficienza arteriosa.